# Веселівська сільська рада (Теплицький район)
| Веселівська сільська рада — колишній орган місцевого самоврядування у Теплицькому районі Вінницької області з адміністративним центром у с. Веселівка. Сільській раді були підпорядковані населені пункти: - с. Веселівка |

## Склад ради
Рада складалася з 14 депутатів та голови.

## Керівний склад сільської ради
| ПІБ                     | Основні відомості                                                 | Дата обрання | Дата звільнення |
| ----------------------- | ----------------------------------------------------------------- | ------------ | --------------- |
| Неживляк Ганна Іванівна | Сільський голова, 1958 року народження, освіта, позапартійна      | 26.03.2006   | 31.10.2010      |
| Неживляк Ганна Іванівна | Сільський голова, 1958 року народження, освіта вища, позапартійна | 31.10.2010   |                 |

Примітка: таблиця складена за даними джерела